# 애니박스
애니박스(영어: ANIBOX)는 대원방송의 OVA 및 극장판 애니메이션 또는 어린이 채널이다.  대원방송㈜에서 프로그램 공급을 담당하고 운영하고 있다. 2006년 8월 16일부터 시험 방송을 시작한 후 2006년 9월 1일 개국했다. 개국 초 위성방송 (스카이라이프 당시 채널 321번, 현 채널 490번)에서 방송을 시작하여 채널의 인지도와 기반을 잡기 시작하여, 최근에는 일부 케이블 TV의 디지털 상품에서도 송출되고 있다.

## 로그 변천사
- 애니박스 2006.9.1 ~ 현재

## 애니메이션 방영 작품
애니박스는 약 300여개 정도의 극장판, OVA, TV 애니메이션의 방송권을 보유하고 있다.
개국 초기인 2006년 9월부터 야애니를 방영했고 유작이 방통위 징계먹은후 H씬은 전부 지우고 방송했으나 2012년 11월 방영을 마지막으로 더 이상 야애니를 송출하지 않고 있다.
2018년 들어서면서는 매니아 애니(남성향 애니)의 더빙을 줄이고 소년 점프 위주작의 더빙이 늘어나고 있다.

### 대원 외주제작 드라마
- 수호전사 맥스맨
- 지구용사 벡터맨
- 지구용사 벡터맨 극장판

### 대원 외주제작 애니메이션
- 아이언키드

### 드라마 외주제작
일본
- 가면라이더 가부토
- 가면라이더 더블
- 가면라이더 덴오
- 가면라이더 디케이드
- 가면라이더 키바
- 가면라이더 블레이드
- 가면라이더 오즈
- 파워레인저 미라클포스
- 돌아온 파워레인저 미라클포스
- 파워레인저 엔진포스
- 파워레인저 와일드스피릿
- 파워레인저 정글포스
- 파워레인저 트리플포스
- 파워레인저 캡틴포스
- 파워레인저 캡틴포스 VS 미라클포스 199 히어로 대결전

### 외주제작 애니메이션
- AI의 유전자
- 간츠
- 갓슈벨
- 갓슈벨 극장판
- 갑철성의 카바네리
- 강철의 연금술사
- 강철의 연금술사 BROTHERHOOD
- 개그만화 보기 좋은날
- 건 그레이브
- 겁쟁이 페달 GLORY LINE
- 격부술사 요역문
- 고집불통 파보
- 교향시편 유레카 7 (더빙판은 애니맥스에서 방영)
- 골든보이
- 공각기동대 극장
- 구름의 저편 약속의 장소
- 귀여운 악녀
- 파워레인저 트레저포스
- 그날 본 꽃의 이름을 우리는 아직 모른다
- 그녀는 사이보그 (LUV WAVE)
- 그란세이저
- 금색의 갓슈벨!!
- 기동전사 건담 00
- 기동전사 건담 00 극장판 A WAKENING OF THE TRAILBLAZER
- 기동전사 건담 UC
- 기동전사 제타 건담
- 기동전함 나데시코(자막)
- 기생수
- 길모퉁미 마족
- 꼬마거북 프랭클린
- 꼬마천사 코텐코
- 꼭두각시 닌자걸
- 꼭두각시 서커스
- 꾸러기 수비대
- 꾸루꾸루와 친구들
- 나루토
- 나루토 질풍전
- 나와 로보코
- 나의 히어로 아카데미아 시리즈
- 나츠메 우인장
- 날아라 팬코
- 내 마음의 비밀
- 너의 이름은
- 내 이야기!
- 내 사랑 아리사
- 내일의 유키노조 2기 (2011년 방영 야애니)
- 내추럴2 듀오
- 내친구 우비소년
- 노노무라 병원/미스터리 병동
- 놓지마 정신줄
- 다오배찌 붐힐대소동
- 데드 마운트 데스 플레이
- 다카하시 루미코 극장
- 달의 요정 세일러문
- 던전 앤 파이터 슬랩업파티
- 댄스 인 더 뱀파이어 번드 (애니박스 방영명: 뱀파이어 프린세스)
- 데스노트
- 돌아온 코트 위의 천사들 (2011년 방영 야애니)
- 돌아온 형사 가제트
- 동급생
- 동급생 2
- 동급생 클라이막스
- 두근두근 바니걸스
- 드래곤볼 극장판
- 드래곤볼Z
- 드래곤볼 슈퍼
- 드래곤 핑크
- 디지몬 어드벤처 극장판 우리들의 워게임
- 디지몬 어드벤처 극장판 디지몬의 탄생
- 디지몬 세이버즈
- 디지몬 세이버즈 극장판 궁극파워! 각성 모드 발동!
- 디지몬 테이머즈 극장판 모험자들의 전쟁
- 디지몬 테이머즈 극장판 폭주 디지몬 특급
- 디지몬 프론티어 극장판 고대 디지몬의 부활
- 디지몬 크로스워즈
- 디지몬 크로스워즈 디지몬 헌터
- 뚜바뚜바 눈보리
- 라바
- 라스트 엑자일
- 라제폰
- 레디언트(2018년 10월 신작)
- 란제리 오피스 (2009. 1. 28) 방영
- 러브 습격 대작전
- 러브 파이터
- 러브카페 피아캐롯
- 러브카페 피아캐롯 리턴즈
- 러브히나
- 러키스타
- 리틀 모니카 이야기
- 룸메이트(2012년 야애니)
- 마린 프로젝트
- 마린걸스 = See in AO (青 -シーンAO)
- 먼가 작고 귀여운 녀석
- 메이킹(2009.1.9) 방영
- 마법소녀 위치
- 마법소녀 위치 2
- 마징카이저
- 가오레인저스
- 허리케인레인저스
- 디노레인저스
- 데카레인저스
- 파워레인저 매직포스
- 마루코는 아홉살
- 마스크맨
- 마음의 소리
- 매일엄마
- 머나먼 시공속에서 OVA 자양화의 꿈
- 머나먼 시공속에서 OVA 백룡의 무녀
- 머나먼 시공속에서 극장판 무일야
- 명탐정 코난 시즌 1 - (원어자막방송)
- 메가츄!
- 멋지다 마사루
- 못말리는 3공주
- 무대리
- 무인도 이야기 X (핫클립 오렌지)
- 무인도 이야기 XX (핫클립 오렌지)
- 미나미家 세자매(3기는 미방영)
- 미카구라 소녀 탐정단
- 말크 정키
- 미르모 퐁퐁퐁
- 미치코와 핫친
- 바람의 검심
- 바람의 검심 극장판
- 바람의 검심 성상편
- 바람의 검심 추억편
- 바빌론
- 바질리스크 ~코우가인법첩~
- 바쿠만(3기 미방영)
- 바텐더
- 반요 야샤히메
- 반요 야샤히메 2
- 방과 후 연애클럽
- 백귀 (핫클립 블루)
- 범버킹 재퍼
- 베르세르크 극장판
- 베이블레이드 버스트 갓(2017년 8월 신작)
- 벨제바브
- 변덕쟁이 오렌지 로드
- 별나라 슈퍼쭈리
- 별무리 텔레패스
- 북두의 권 라오우외전-하늘의 패왕
- 블리치 극장판-다이아몬드더스트 반란
- 블리치 극장판-메모리즈 오브 노바디
- 블리치 극장판-지옥편
- 블리치 극장판-페이드 투 블랙
- 붉은 매
- 블랙잭극장판, TV시리즈(3기부터는 애니플러스 방영)
- 비욘드
- 빈란드 사가
- 블랙 클로버(2017년 10월 신작)
- 블루 드래곤 : 천계의 7용
- 빠삐의 친구
- 뽀롱뽀롱 뽀로로
- 삐까뽀 친구들
- 사랑의 언령
- 사이버 포뮬러11
- 소환 대소동
- 시골소녀 폴리아나
- 스페이스 오페라: 앗가루타
- 사쿠라 대전 OVA1 앵화현란
- 사쿠라 대전 OVA2 굉화현란
- 샤먼킹
- 샐러리맨 무대리 용하다 용해
- 샘샘은 꼬마 슈퍼맨
- 서몬마스터즈 블루드래곤
- 선물공룡 디보
- 소년탐정 김전일
- 소울이터
- 슈퍼 곰돌이
- 신 북두의 권OVA
- 스모모모모모모 ~지상최강의 신부~
- 스캔2고
- 스쿨럼블 TVA, OVA
- 시끌별 녀석들
- 시도니아의 기사
- 시도니아의 기사: 제 9행성전역
- 스크라이드
- 스페이스 오페라: 앗가루타
- 슬램덩크 TVA, 극장판(2017년 TV시리즈를 재방영)
- 슬레이어즈
- 슬레이어즈 NEXT
- 슬레이어즈 TRY
- 시티헌터TV 스페셜, 극장판
- 시체를 닦다 (핫클립 옐로우) 3화: 영안실의 비밀/ 4화: 두 자매의 비밀 방영 애니박스 2009/7
- 신령사냥
- 아르슬란 전기
- 아라카와 언더 더 브릿지
- 아이실드21
- 아이즈 퓨어 OVA
- 아쿠아키즈
- 야마다와 7인의 마녀
- 앙크로봇 건체스트
- 애플캔디걸
- 액션 히로인 치어 후르츠(2017년 7월 신작)
- 앤디의 장난일기
- 얼굴 없는 달(5화 중 3화까지, H씬 대부분 잘림)
- 엘프 새댁
- 여고생 수다클럽
- 여기저기
- 역전재판
- 역전재판 - 그 진실, 이의 있음! Season 2(2018년 10월 신작)
- 엽기인걸 스나코
- 에반게리온 진심을 너에게
- 에반게리온 에어
- 언데드 언럭
- 엑스
- 연희
- 연희2 (속 연희)
- 엘피나 밤에 물든 왕국에서 (2011년 방영 야애니)
- 오피스 레이디 (여축)
- 외톨이 The Rock! (봇치 더 락!)
- 욕망의 놀이공원 (엽기의 함 제 2장)
- 올림포스 가디언
- 요르문간드
- 오리탐정 쏘니
- 오소마츠 6쌍둥이
- 완소! 퍼펙트 반장
- 요절복통 수호천사
- 우당탕탕 잉양요
- 우라미치 선생님
- 우리들이 있었다
- 우주형제
- 워킹맨
- 원펀맨 1기 (넷플릭스판 더빙)
- 원펀맨 2기
- 월드 트리거
- 유노
- 유리 온 아이스(2018년 2월 신작)
- 유혹의 물빛
- 유혹의 사이버러브
- 은밀한 마녀시험
- 이노센스 정경
- 이웃집 그녀들
- 이웃집 누나
- 이토 준지 컬렉션
- 울트라맨 가이아
- 워킹맨
- 원피스 ORIGINAL
- 원피스 3D-밀짚모자 체이스
- 윙스 프렌즈
- 유리가면 OVA
- 유정천 가족
- 유유백서
- 유혹의 물빛
- 유후와 친구들
- 유희왕
- 유희왕 극장판 빛의 피라미드
- 유희왕 GX
- 유희왕 5D's
- 유희왕 ZEXAL
- 윤회의 랑그랑제
- 은발의 아기토
- 음수 노려진 아이돌
- 이노센스 정경
- 이누야샤
- 인형전대 킬티안
- 인터섹션
- 잠수함 707
- 전학생
- 전투요정 유키카제
- 절대가련 칠드런
- 정령의 수호자
- 조이드 와일드
- 좋아해요
- 지스쿼드
- 지옥락
- 좀비덤
- 젤리고
- 짜장소녀 뿌까
- 짱구는 못말려극장판1~19
- 천지무용- 한 여름 밤의 이브
- 칙칙폭폭 처킹턴
- 초견(2011년 4분기 야애니)
- 초성함대 세이저X
- 최애가 부도칸에 온다면 난 죽어도 좋아
- 최유기
- 최유기 RELOAD BLAST(2017년 7월 신작)
- 최유기 RELOAD -ZEROIN-
- 최종병기 그녀OVA
- 쵸비츠
- 츠리타마
- 치로와 친구들
- 치킵댄서즈
- 침묵의 함대
- 카멜레온 히어로 모자이크
- 캐치! 티니핑
- 캠퍼스
- 쾌락의 에덴
- 키스/키스부터 (A Heat For All Seasons)
- 쿵야쿵야
- 크게 휘두르며(자막판)
- 크로스 게임(자막판)
- 클라나드(대원판 더빙)/(미라지판 더빙은 연관없다.)
- 클라나드: 애프터 스토리(2018년 3월 신작)/(자막 방영)
- 키바
- 타리타리
- 태극천자문
- 토리코
- 투 러브 트러블(개국 초기 애니박스답게 무삭제로 방영)
- 트라이건
- 트리니티 블러드 (자막) (더빙판은 투니버스에서 방영)
- 트랜스포머 갤럭시포스
- 트랜스포머 프라임
- 트윈시그널
- 파워디지몬
- 파워디지몬 극장판 디아블로몬의 역습
- 파워디지몬 황금캡슐진화
- 판도라 하츠
- 퍼즐 앤 드래곤 크로스(2017년 상반기 신작)
- 폐쇄병동 OVA (핫클립 퍼플)
- 페어리 테일
- 페어리 테일2 니르바라편
- 페어리 테일3 에도라스편
- 페어리 테일4 천랑선편
- 편의점 그녀 (엔들리스 세레나데)
- 푸콘가족 SPECIAL EDITION
- 푸콘가족 극장판
- 풀메탈패닉
- 프로젝트 블루 지구 SOS
- 프리큐어 스플래쉬 스타
- 프리큐어 MAX HEART
- 플란다스의 개
- 플래쉬&대쉬2
- 플리즈 트윈즈 OVA
- 플리즈 티쳐 OVA
- 플리즈 티쳐스폐셜 OVA
- 하트캐치 프리큐어
- 하트 커넥트
- 학원 베이비시터즈
- 해파리 공주
- 해피하모니 다마고치!
- 해피해피 클로버
- 핸드메이드 메이
- 헌터X헌터 TV시리즈
- 헌터X헌터 OVA G.I FINAL
- 헬로! 부부토
- 하급생
- 하급생 2: Sketchbook
- 헌팅
- 헬싱 OVA(4편까지만 더빙방영했다)
- 환몽관 OVA (핫클립 옐로우)
- 환상마전 최유기 TVA
- 환상마전 최유기 REQUIEM 선택받지 못한 자의 진혼가
- 흑집사(2기는 미방영)
- 히트가이 J
- 흑신
- 극장판 히맨과 쉬라 비밀의 검
- CPU GIRL
- D+VINE LUV
- DRAGON KNIGHT 4 OVA (2010.5.26) 방영명: 바람둥이 용기사) (국내에서 방송했으나, H씬은 통째로 검열됨)
- D.N.ANGEL
- F-ZERO 팔콘전설
- Isaku OVA (2006년 11월 11일, 무삭제로 방영했다 방통위 중징계. 이후 재편성은 없었다.)
- H's
- RH+ 흡혈귀와 외계인
- GR자이언트로보
- IDOLY PRIDE
- KIBA
- Lesson of darkness OVA
- NANA
- To LOVE -트러블-(2기는 미방영)/후속은 애니플러스에서 방영/2012년 12월 판권종료
- xxx홀릭 극장판 한 여름밤의 꿈
- xxx홀릭 TV시리즈
- Y군의 러브 클리닉 (Flutter of Birds)
- Y군의 러브 클리닉 2 (Flutter of Birds 2)
- Yes! 프리큐어5
- Yes! 프리큐어5 극장판 거울나라의 미라클 대모험
- Yes! 프리큐어5 GoGo!
- 12국기
- 2. 43 세이인 남자 고교 배구부
- 7o3x- 0.01초의 싸움(2017년 7월 신작)
- 드래곤볼 카이

### 게임
- 글로벌 스타크래프트 II 리그(GSL) (코드S와 GSTL방영)(2012년 시즌까지. 2013년 시즌 1부터는 스포츠원에서 중계된다.(생방송은 스포츠원이고 목요일~토요일까지 재방송을 한다))
- 카오스 온라인 프리리그
- 2011 World Of WarCraft 한국 배틀넷 Invitational
- 배틀넷 월드 챔피언쉽 시리즈 SC2 2012 한국대표 선발전 (8월13일서부터 생중계)

- 겜브링 tv

- 도티와 친구들(2014~2015)

## 같이 보기
- 애니플러스
- 애니원
- 애니맥스
- KBS 키즈